# Leonhard zu Castell
Leonhard zu Castell (auch Linhart; * 1379; † 16. Juni 1426) war von 1399 bis zu seinem Tod Herrscher der Grafschaft Castell.

## Die Grafschaft vor Leonhard
Der Nachfolger des Linienbegründers Hermann, Friedrich II. zu Castell, erweiterte die Lehen, die ihm vom Bischof von Würzburg gegeben worden waren. Daneben vereinte er einige Ämter auf seine Person. Unter seinen Erben, Friedrich und Hermann, wurde die Herrschaft geteilt und das erste Mal in der Geschichte der Grafschaft Ämter in anderen Herrschaften der Umgebung angenommen. Beide waren als Landrichter in Nürnberg angestellt.
Der direkte Vorgänger des Leonhard, sein Vater Graf Wilhelm I., zog gemeinsam mit den größeren Herren der Umgebung, unter anderem dem Würzburger Bischof, gegen die eben erst zur Reichsstadt aufgestiegene Stadt Windsheim. Im Jahr 1398 erhielt er ein wichtiges Privileg durch den König verliehen: Volkach, die einzige Stadt der Grafschaft, war nun mit dem Münzrecht ausgestattet, Pfennig- und Hellermünzen konnten geprägt werden.

## Leben
Graf Leonhard wurde in der zweiten Hälfte des 14. Jahrhunderts als Sohn von Graf Friedrich III. zu Castell und seiner Frau Adelheid von Nassau geboren. Ebenso finden die Geschwister keine Erwähnung, lediglich der Bruder Albrecht wird namentlich genannt. Erstmals in Erscheinung tritt Graf Leonhard im Jahr 1379. Im Jahr 1399, nach dem Tod des Vaters, übernahm er die Regierung über die Grafschaft.
Erste, überlieferte Amtshandlungen sind jedoch erst im 15. Jahrhundert fassbar. 1414 gewährt der römisch-deutsche König Sigismund die Erhebung des castellischen Dorfes Großlangheim zum Marktort. Leonhard hatte Großlangheim wohl als Stadt geplant, die Volkach, das mehr und mehr in die Hände der Würzburger Bischöfe gekommen war, ersetzen sollte. Eine Stadterhebung erfolgte aber nie, da dynastische Städtegründungen bereits der Vergangenheit angehörten und die wenig zentrale Position des Ortes auch nicht für eine Stadtgründung angetan schien.
Zuvor, bereits 1412 hatte Graf Leonhard, nach dem Tod seiner Frau Anna von Hohenlohe-Speckfeld, viele Güter geerbt, die nun in die Grafschaft eingegliedert wurden. Im Jahr 1417 wurde ihm ein Reichslehenbrief verliehen, in dem die gesamten Besitzungen der Grafschaft aufgelistet waren. Graf Leonhard zu Castell starb um das Jahr 1426.

## Ehe und Nachkommen
Graf Leonhard ehelichte Anna von Hohenlohe-Speckfeld, die vor dem Jahr 1426 verstarb. Über die Kinder des Ehepaares schweigen die Quellen weitgehend. Lediglich der Nachfolger Wilhelm II. wird ausführlich erwähnt.
- Wilhelm (* um 1415; † um 1479)
- Friedrich († 1431)
- Elisabeth († 1. Juli 1419)
- Barbara († 1434)
- Anna († 1432 in Kitzingen)[3]